# Haltere la Jocurile Olimpice de vară din 2020 - masculin 81 kg
Proba de haltere categoria 81 de kg masculin de la Jocurile Olimpice de vară din 2020 de la Tokyo a avut loc la data de 31 iulie 2021, la Tokyo International Forum.

## Program
Orele sunt ora Japoniei (UTC+9) 
| Data                   | Timp  | Etapă   |
| ---------------------- | ----- | ------- |
| Sâmbătă, 31 iulie 2021 | 11:50 | Grupa B |
| Sâmbătă, 31 iulie 2021 | 15:50 | Grupa A |

## Rezultate
| Loc | Sportiv                | Țară                       | Grupa | Greutate | Smuls (kg) | Smuls (kg) | Smuls (kg) | Smuls (kg)         | Aruncat (kg) | Aruncat (kg) | Aruncat (kg) | Aruncat (kg)       | Total              |
| Loc | Sportiv                | Țară                       | Grupa | Greutate | 1          | 2          | 3          | Rezultat           | 1            | 2            | 3            | Rezultat           | Total              |
| --- | ---------------------- | -------------------------- | ----- | -------- | ---------- | ---------- | ---------- | ------------------ | ------------ | ------------ | ------------ | ------------------ | ------------------ |
| 1   | Lü Xiaojun             | China                      | A     |          | 165        | 165        | 170        | 170 Record Olimpic | 197          | 204          | 210          | 204 Record Olimpic | 374 Record Olimpic |
| 2   | Zacarías Bonnat        | Republica Dominicană       | A     |          | 158        | 163        | 163        | 163                | 198          | 202          | 204          | 204                | 367                |
| 3   | Antonino Pizzolato     | Italia                     | A     |          | 165        | 165        | 168        | 165                | 200          | 203          | 210          | 200                | 365                |
| 4   | Harrison Maurus        | Statele Unite ale Americii | A     |          | 153        | 158        | 161        | 161                | 195          | 200          | 205          | 200                | 361                |
| 5   | Brayan Rodallegas      | Columbia                   | A     |          | 163        | 168        | 168        | 163                | 195          | 196          | 200          | 196                | 359                |
| 6   | Ritvars Suharevs       | Letonia                    | A     |          | 158        | 158        | 163        | 163                | 190          | 195          | 198          | 195                | 358                |
| 7   | Nico Müller            | Germania                   | A     |          | 155        | 159        | 161        | 159                | 190          | 195          | 195          | 195                | 354                |
| 8   | Andrés Mata            | Spania                     | A     |          | 154        | 158        | 161        | 158                | 189          | 189          | 189          | 189                | 347                |
| 9   | Erkand Qerimaj         | Albania                    | B     |          | 151        | 155        | 157        | 157                | 181          | 185          | 187          | 181                | 338                |
| 10  | Amur Salim Al-Khanjari | Oman                       | B     |          | 130        | 137        | 140        | 140                | 170          | 176          | 177          | 177                | 317                |
| 11  | Cameron McTaggart      | Noua Zeelandă              | B     |          | 135        | 140        | 145        | 140                | 170          | 175          | 178          | 175                | 315                |
| 12  | Ramzi Bahloul          | Tunisia                    | B     |          | 136        | 140        | 140        | 136                | 164          | 171          | —            | 164                | 300                |
| —   | Rejepbaý Rejepow       | Turkmenistan               | A     |          | 160        | 164        | 167        | 164                | 195          | 195          | 198          | —                  | —                  |
| —   | Arley Méndez           | Chile                      | A     |          | 160        | 163        | 165        | 160                | 190          | 190          | 190          | —                  | —                  |